# Jezioro Rosnowskie Małe
Jezioro Rosnowskie Małe – jezioro bezodpływowe w Polsce, położone w województwie wielkopolskim, w powiecie poznańskim, w gminie Komorniki, na Wysoczyźnie Grodziskiej, na terenie Wielkopolskiego Parku Narodowego. 

## Charakterystyka
Należy do najpłytszych i najmniejszych jezior Wielkopolskiego Parku Narodowego. Największa głębia zlokalizowana jest w części północnej. Brzegi są podmokłe i niskie, a nawet bagniste, w części zadrzewione. Na wodę nasuwają się zbiorowiska roślinne (wyróżniono tu siedem zespołów roślinności wodnej). Na dnie zalegają półpłynne osady, w tym nierozłożone szczątki roślin. Najważniejsze gatunki flory występujące w okolicy jeziora to: pałka wąskolistna, trzcina pospolita, zachylnik błotny, wierzba szara i olsza czarna. Wbrew protestom przyrodników, w latach 70. XX wieku, na północnym brzegu akwenu powstało ogrodzone osiedle ogrodów działkowych.
W pobliżu północnego skraju przechodzi droga krajowa nr 5 i linia kolejowa nr 357 z Poznania do Wolsztyna. W pobliżu jeziora przebiega szlak turystyczny  zielony ze Szreniawy do Stęszewa.

## Dane morfometryczne
Powierzchnia jeziora wynosi 9,8 ha, a powierzchnia zlewni – 44 ha. Długość linii brzegowej to 2140 m.